# Autoroute A10 (Roumanie)
Pour les articles homonymes, voir Autoroute A10.
L'autoroute A10 (en roumain : Autostrada A10) est une autoroute en Roumanie qui relie les villes de Sebeş et de Turda, et assure une liaison entre les autoroutes roumaines A1 et A3 en Transylvanie.
La construction de l'autoroute a démarré en 2014 et a été achevée en 2021.  